# 星田村
星田村（ほしだむら）は、大阪府北河内郡にあった村。現在の交野市の南西部、学研都市線・星田駅の周辺にあたる。

## 地理
- 山岳：妙見山
- 河川：タチ川

## 歴史
- 1889年（明治22年）4月1日 - 町村制の施行により、近世以来の交野郡星田村が単独で自治体を形成。
- 1896年（明治29年）4月1日 - 所属郡が北河内郡に変更。
- 1955年（昭和30年）4月1日 - 交野町と合併し、改めて交野町が発足。同日星田村廃止。

## 交通

### 鉄道路線
- 日本国有鉄道
  - 片町線
    - 星田駅

### 道路
現在は旧村域を第二京阪道路が通過するが、当時は未開通。

## 名所・旧跡・観光スポット・祭事・催事
- 小松神社
- 星田神社